# Sven Forssman
Sven Otto Forssman (Göteborg, 1882. szeptember 12. – Göteborg, 1919. március 1.) olimpiai bajnok svéd tornász.
Részt vett az 1908. évi nyári olimpiai játékokon, és tornában csapat összetettben aranyérmes lett.
Klubcsapata a Göteborgs GF volt